# Mario Kirlis
Mario Jorge Kirlis, (Buenos Aires, 7 de enero de 1957 - Salta, 4 de junio de 2023), fue un músico, compositor, productor y arreglista musical argentino de ascendencia griega. Se destacó como el máximo exponente de la música árabe - oriental en Latinoamérica, siendo reconocido por su labor en la profesionalización de este género en Argentina. En sus últimos treinta años de carrera, fue el mayor referente y productor musical argentino de música instrumental oriental aplicada exclusivamente a la danza árabe.

## Biografía
Mario Jorge Kirlis, nació en Buenos Aires el 7 de enero de 1957. Hijo de inmigrantes griegos, tuvo contacto con la música a muy temprana edad de la mano de su padre, el violinista Nicolás Kirlis, siendo sus fuentes musicales la música griega, árabe, armenia y turca, melodías que solía oír de pequeño junto a su padre en el extinto local del Café Izmir en la calle Gurruchaga de la ciudad de Buenos Aires. A los 7 años comenzó sus estudios musicales de piano, armonía, contrapunto, audio perceptiva y composición. Entre sus maestros se destacaron, Ferrucio Marzan, Pedro Aguilar y José Cappiello.

### Trayectoria
Durante su adolescencia comenzó su carrera profesional tocando el derbake y el qanun junto a su padre en fiestas y clubes árabes, pero uno de sus recuerdos más vivos sobre el primer acercamiento profesional a la Música Árabe, lo tuvo a los doce años. Fue en esa edad, con su daff, ingresa por primera vez a un estudio de grabación junto al Sheij Sleiman Shlika, su padre, su tío y el laudisa árabe Abd Al-Karim Ltef para realizar su primer grabación de música árabe.
Mario Kirlis realizó profundas investigaciones sobre la música árabe junto a los músicos y artistas que llegaban a la Argentina emigrando de Medio Oriente con material informativo muy difícil de conseguir por esos días y, entre 1979 y 1985 emprende varios viajes a Grecia, Turquía y Egipto, en donde obtuvo información e instrumentos originales. En el año 1979, adquiere el primer teclado microtonal árabe que llegó a la Argentina traído por el organista egipcio Ali Srur, quien estaba con el grupo musical que acompañaba en Buenos Aires al cantante sirio Mohamad Hairi. 
Estos conocimientos le permitieron ser un músico multiinstrumentista, se lucía y destacaba con el Qanun, el Laúd árabe, el Saz y los teclados electrónicos orientales. Su carrera, se desarrolló en los clubes de las colectividades árabes, armenias y griegas, restaurantes, fiestas particulares, espectáculos internacionales, seminarios, clases de música y congresos.
Capítulo a destacar fue su labor desde mediados de la década de 1970 y durante toda la década de 1980 junto al cantante Sirio, nacionalizado Argentino, Yusef Hamed, junto a su orquesta integrada por los reconocidos músicos, Osvaldo "El Beryewe" Brandan en Derbake, Sergio Blostein en Bajo, Jorge Atallah en Qanun y Bachar Saadeh en Mazhar y Riq. Esta formación es recordada por ser el primer conjunto musical árabe que profesionalizó y cambió el sonido de este género en la Argentina al incorporar en su repertorio las nuevas melodías más conocidas en medio oriente y apreciadas por sus colectividades en Argentina, trascendiendo luego las fronteras de Latinoamérica. Durante esta década sobresale en su acompañamiento a la cantante Libanesa Sabah Fighali en sus presentaciones en la Argentina, entre otros cantantes internacionales que visitaran el país.
A fines de la década de 1980, comienza con el lanzamiento de sus grabaciones de música árabe instrumental. En el año 1991, edita "Música Árabe Instrumental Volumen 3" en formato de disco compacto (CD). Este material fue la primera producción fonográfica de música árabe en Latinoamérica editada en este formato.

### Trabajo musical

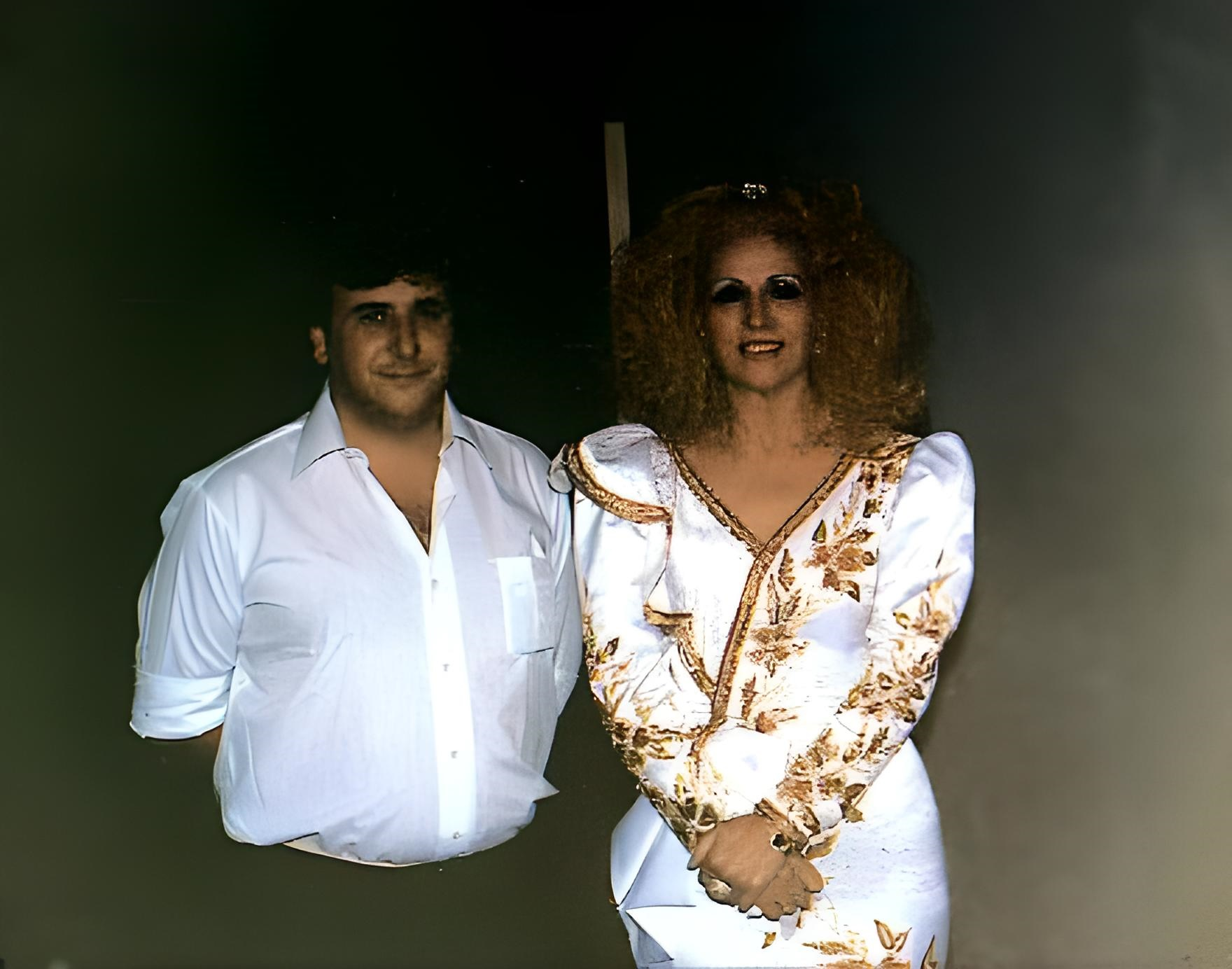
La cantante Libanesa Sabah Fighali junto al músico Mario Kirlis en gira artística por Argentina y Brasil. Década de 1990

Su producción musical fue de más de catorce trabajos propios y colaboraciones en casetes, CD, DVD didácticos. Inauguró los ciclos de Música y Danza árabe en el Espacio Colette y en el parque temático Tierra Santa. Su producción y enseñanzas se hicieron presentes a lo ancho y a lo largo de Argentina, toda Latinoamérica, Estados Unidos, España, Alemania, Francia, Italia, Marruecos, Rumania, China, Japón, Taiwán, Corea, Hong Kong, Rusia, Bielorrusia, Eslovenia y Hungría. Fue sin duda un referente a quien otros siguieron e imitaron. Compartió con profesionales de la música y la danza árabe (nacionales y extranjeros), muchos de ellos formados por él mismo, siendo el mentor de muchísimos artistas en todo el país y referente indiscutido de las bailarinas de danza árabe. En el año 2019 editó el libro La Música Árabe.

### Fallecimiento
Mario Kirlis falleció súbitamente el día 4 de junio de 2023 en la ciudad argentina de Salta, previo a una presentación programada en esa ciudad. Su legado musical llegó hasta Egipto, cuna de la música Árabe contemporánea, traspasando las fronteras de la comunidad Árabe para ser conocidos por un público mucho más amplio.

## Discografía
Discografía completa de Mario Kirlis. Incluyen trabajos de estudio y grabaciones en vivo.
- 1985: Música Árabe Instrumental
- 1987: Música Árabe Instrumental 2
- 1987: Yusef Hamed y su orquesta, Dirigida por Mario Kirlis en el Teatro Astral
- 1990: Yusef Hamed y su orquesta, Dirigida por Mario Kirlis en Vivo, Vol.VI
- 1991: Música Árabe Instrumental Vol. 3
- 1994: Lo Mejor de la Música Árabe, Yusef Hamed - Mario Kirlis
- 1994: Música Árabe Instrumental Vol. 4
- 1995: Música Árabe, Chicas De Alejandría
- 1996: Música Para Bebés - Dulces Sueños
- 1997: Música Para Bebés - Dulces Juegos
- 1997: Relájese, y evite el Stress
- 1999: Música Árabe Instrumental Vol. 6
- 2001: Sol Naciente
- 2002: Tony Mouzayek - Mario Kirlis (Temas de la novela El clon)
- 2004: Música Árabe Instrumental Vol. 7
- 2006: Ritmos Árabes Vol. 1 y Vol. 2
- 2007: Mario Kirlis junto a Saida
- 2008: Música Árabe Instrumental Vol. 8
- 2010: Música Árabe Instrumental Vol. 9
- 2010: Música Árabe Instrumental Vol. 10
- 2012: Mario Kirlis junto a Saida Vol. 2
- 2012: Música Árabe Instrumental Vol. 11
- 2013: Mario Kirlis junto a Saida Vol. 3
- 2016: Música Árabe Instrumental Vol. 12
- 2017: Saida Baladi
- 2018: Al Qawa
- 2020: Oriental Dreams

### Sencillos
- 2019: Inti Haiati
- 2022: Shalimar Song

### Videos e Instructivos
- 2003: Mario Kirlis presenta, Noches Árabes
- 2005: Bellydance (Instructivo) Saida & Mario Kirlis
- 2008: Bellydance (Instructivo) Saida & Mario Kirlis Vol. 2
- 2009: Mario Kirlis presenta, Noches Árabes 2
- 2010: Bellydance - Mario Kirlis presenta a Shanan
- 2010: Bellydance - Mario Kirlis presenta a Antonella Rodríguez